# Mauritia carana
Mauritia carana es una especie de palmera perteneciente a la familia Arecaceae, recibe los nombres comunes de buriti-mirim, muhí, caraná-do-mato, miritirama en Brasil; canangucha de sabana, canangucha paso, muhi-nyu, puy en Colombia; aguaje o aguaje de varillal en Perú y en los demás países amazónicos se lo conoce simplemente como caraná o carana. Se encuentra distribuida en toda la región de la amazonia, la zona limítrofe del Gran Chaco y fue introducido hasta en algunos sectores del Darién.